# Дивон-ле-Бен
Диво́н-ле-Бен (фр. Divonne-les-Bains) — коммуна во Франции, находится в регионе Рона — Альпы. Департамент — Эн. Входит в состав кантона Жекс. Округ коммуны — Жекс.
Код INSEE коммуны — 01143.

## География
Коммуна расположена приблизительно в 400 км к юго-востоку от Парижа, в 125 км северо-восточнее Лиона, в 75 км к востоку от Бурк-ан-Бреса.
По территории коммуны протекает река Версуа. Северо-западная часть коммуны покрыта лесами.

## Климат
Климат полуконтинентальный с холодной зимой и тёплым летом. Дожди бывают нечасто, в основном летом.

## Население
Население коммуны на 2010 год составляло 8160 человек.
| 1962 | 1968 | 1975 | 1982 | 1990 | 1999 | 2010 |
| ---- | ---- | ---- | ---- | ---- | ---- | ---- |
| 2516 | 3276 | 4238 | 4783 | 5580 | 6158 | 8160 |

## Администрация
| Период | Период | Фамилия         | Партия                                                     | Примечания |
| ------ | ------ | --------------- | ---------------------------------------------------------- | ---------- |
| 1945   | 1976   | Марсель Антонио |                                                            |            |
| 1976   | 1989   | Жан Прост       | Союз за французскую демократию                             |            |
| 1989   | 1990   | Жан-Клод Прюво  | Экологическое поколение                                    |            |
| 1991   | 2014   | Этьен Блан      | Союз за французскую демократию → Союз за народное движение |            |

## Экономика
В 2010 году среди 5313 человек трудоспособного возраста (15—64 лет) 4204 были экономически активными, 1109 — неактивными (показатель активности — 79,1 %, в 1999 году было 72,9 %). Из 4204 активных жителей работали 3858 человек (2037 мужчин и 1821 женщина), безработных было 346 (160 мужчин и 186 женщин). Среди 1109 неактивных 396 человек были учениками или студентами, 243 — пенсионерами, 470 были неактивными по другим причинам.

## Достопримечательности
- Старая вилла Больё в неоклассическом стиле. Исторический памятник с 1994 года[4]
- Замок Дивон[фр.] (XVIII век)
- Замок Красси[фр.] (XIX век)

## Фотогалерея
- Вилла Больё
- Замок Дивон
- Замок Красси
- Церковь